# Pachyneuron eurygaster
Pachyneuron eurygaster är en stekelart som beskrevs av De Santis 1964. Pachyneuron eurygaster ingår i släktet Pachyneuron och familjen puppglanssteklar. Inga underarter finns listade i Catalogue of Life.